# Małgorzata Jasińska
Małgorzata Jasińska (Olsztyn, 18 de enero de 1984) es una ciclista profesional polaca. Debutó como profesional en 2007 tras destacar en carreras profesionales de Polonia -2.ª en el Campeonato de Polonia en Ruta 2005- y República Checa. Aunque en 2009 se tuvo que recalificar amateur debido a la desaparición del equipo polaco profesional donde estaba, asentándose definitivamente al profesionalismo desde 2011 en equipos de Italia.

## Trayectoria deportiva
Comenzó destacando en su país con el 2.º puesto en el Campeonato de Polonia en Ruta 2005 que le dio acceso a varias pruebas internacionales como el Campeonato Europeo en Ruta sub-23 2006 donde acabó 9.ª, otro resultado destacado fue el tercer puesto obtenido en la 2.ª etapa de la carrera profesional checa del Tour de Feminin-Krasna Lipa 2006. En 2007 y 2008 corrió en el equipo profesional de su país, el Pol Aqua en el que destacó en pruebas de Polonia e internacionalmente en amateurs de España, además acumuló experiencia en carreras profesionales internacionales corriendo su primer Mundial en Ruta en 2008.
La desaparición del equipo causó que se tuviese que recalificar amateur aunque pudo correr alguna carrera internacional con su selección. En ese 2009 se hizo con su primer Campeonato de Polonia en Ruta. Para volver al profesionalismo en 2010 se enroló en un equipo amateur italiano en el que pudo conseguir algún top-10 en etapas de carreras profesionales y disputó su tercer Mundial en Ruta -desde ese 2010 los ha corrido todos-. Esos resultados la dieron acceso, de nuevo, al profesionalismo en 2011.
Como profesional, desde 2011 siempre en equipos italianos, ha conseguido victorias profesionales -además de en los campeonatos de su país- en la prestigiosa carrera del Giro de la Toscana-Memorial Michela Fanini -victoria general en 212 y 2015, además de 3 etapas- si bien esa carrera perdió su máxima categoría desde 2014; entre otros buenos puestos en otras carreras profesionales. Su primera victoria fuera de Italia la obtuvo en 2016 al hacerse con el Gran Premio San Luis Femenino y además, poco después, fue 2.ª en el Tour Femenino de San Luis. A destacar también que desde su vuelta al profesionalismo en 2011 ha corrido todos los Giro de Italia Femeninos.

## Palmarés
2005 (como amateur)
- 2.ª en el Campeonato de Polonia en Ruta

2008
- 2.ª en el Campeonato de Polonia en Ruta

2009 (como amateur)
- Campeonato de Polonia en Ruta

2010 (como amateur)
- Campeonato de Polonia en Ruta

2012
- Premondiale Giro Toscana Int. Femminile-Memorial Michela Fanini, más 1 etapa

2013
- 3.ª en el Campeonato de Polonia en Ruta

2014
- 1 etapa del Premondiale Giro Toscana Int. Femminile-Memorial Michela Fanini

2015
- Campeonato de Polonia en Ruta
- Premondiale Giro Toscana Int. Femminile-Memorial Michela Fanini, más 1 etapa

2016
- Gran Premio San Luis Femenino
- 3.ª en el Campeonato de Polonia Contrarreloj

2018
- Campeonato de Polonia Contrarreloj
- Campeonato de Polonia en Ruta

2019
- 2.ª en el Campeonato de Polonia Contrarreloj

## Resultados en Grandes Vueltas y Campeonatos del Mundo
Durante su carrera deportiva ha conseguido los siguientes puestos en las Grandes Vueltas femeninas y en los Campeonatos del Mundo en carretera:
| Carrera         | Carrera         | 2007 | 2008 | 2009 | 2010 | 2011 | 2012 | 2013 | 2014 | 2015 | 2016 | 2017 | 2018 | 2019 | 2020 | 2021 |
| --------------- | --------------- | ---- | ---- | ---- | ---- | ---- | ---- | ---- | ---- | ---- | ---- | ---- | ---- | ---- | ---- | ---- |
|                 | Giro de Italia  | —    | —    | —    | —    | Ab.  | 54.ª | 55.ª | 64.ª | 21.ª | 18.ª | 34.ª | 46.ª | 49.ª | Ab.  | —    |
|                 | Tour de l'Aude  | —    | —    | —    | —    | X    | X    | X    | X    | X    | X    | X    | X    | X    | X    | X    |
|                 | Grande Boucle   | —    | —    | Ab.  | X    | X    | X    | X    | X    | X    | X    | X    | X    | X    | X    | X    |
| Mundial en Ruta | Mundial en Ruta | —    | 23.ª | Ab.  | —    | 53.ª | 52.ª | Ab.  | 19.ª | 21.ª | —    | Ab.  | 5.ª  | 64.ª | 80.ª | —    |

—: no participa

Ab.: abandono

X: ediciones no celebradas

## Equipos
- Pol-Aqua (2007-2008)
- Team System Data (2010) (amateur)
- S.C. Michela Fanini Record Rox (2011)
- MCipollini (2012-2013)
  - MCipollini-Giambenini (2012)
  - MCipollini-Giordana (2013)
- Alé Cipollini (2014-2016)
- Cylance Pro Cycling (2017)
- Movistar Team (2018-2019)
- Cronos Casa Dorada/Women Cycling[10] (2020-2021)
  - Cronos Casa Dorada (2020)
  - Women Cycling Team (2021)